# Sharon Maguire
Sharon Maguire (Coventry, 28 de novembre de 1960) és una realitzadora gal·lesa, casada amb el també director de cinema Anand Tucker. Es va fer un nom amb la seva primera pel·lícula, El diari de Bridget Jones. La pel·lícula està basada en el llibre de la seva íntima amiga Helen Fielding i un dels personatges principals -Shazzer- està basat en Maguire.
Filla d'irlandesos catòlics, Maguireva estudiar literatura anglesa i drama en la Universitat d'Aberystwyth, en Gal·les, de 1979-1983. Després de deixar Aberystwyth, va fer un curs de postgrau en periodisme, a la City University, en Londres i va treballar com a investigadora del llavors director de The Media Show. va aconseguir treball amb la BBC com el productor/director de The Late Show. També va fer diversos documentals -incloent Omnibus- abans de sortir de la corporació per a dedicar-se a la publicitat. El Diari de Bridget Jones va marcar el debut de Maguire com a directora.
Altres projectes que té en desenvolupament inclouen Mail amb la companyia Film Four, The Vicious Circle amb Oxford Films i Mother's Boy, en la qual també li han encarregat escriure el guió per a BBC Films. Incendiary, que ha estat escrita i dirigida por Maguire, fou estrenada el 2008.

## Filmografia
Documentals:
- The Thing is... Babies (1991)
- The Thing is... Hotels (1991)
- The Godfather (1993)
- In at Number Ten (1994)
- Yo Picasso (1994)
- Rumer Godden: An Indian Affair (1995)
- H. G. Wells: Bromley Boy (1996)
- H. G. Wells: The Panther and the Jaguar (1996)
- Dame Henrietta's Dream (1997)

Pel·lícules:
- El diari de Bridget Jones (2001)
- Incendiary (2008)
- Call Me Crazy: A Five Film (2013)
- Bridget Jones's Baby (2016)